# 阿萨夫·贾赫七世
阿萨夫·贾赫七世，GCSI，GBE（1886年4月6日—1967年2月24日），本名米尔·奥斯曼·阿里·汗·西迪基·巴哈杜尔，海得拉巴土邦末代王公（Nizam），他自1911年开始统治海得拉巴土邦，直至1948年土邦被印度吞并。他又被英国人称为“高贵的海得拉巴王公殿下”（His Exalted Highness The Nizam of Hyderabad）。
在阿萨夫·贾赫七世统治海得拉巴时，他在20世纪40年代早期拥有20亿美元（今337亿美元）的资产，而之后新独立的印度联邦政府的年收入也仅仅有10亿美元。1937年2月22日阿萨夫·贾赫七世登上美国《时代》杂志封面，称为“世界首富”。阿萨夫·贾赫七世在1967年去世是仍被认为是南亚首富，尽管当时他的资产已经缩水至10亿美元，他的死依然带来了巨大的遗产继承纷争。阿萨夫·贾赫的身价经过现代计算，有2360亿美元，使他成为有史以来最富有的人之一。
他雖然富有，但個人生活不奢華，也是個慷慨的慈善家。他有34個兒女。
他下令在德里建造的海得拉巴府，现今被印度政府用于外交会晤活动。

## 捐赠佛教寺庙
他为修缮佛教“ajanta and ellora”洞穴捐款

## 对印度航空的贡献
印度的第一个机场——Begumpet 机场——成立于 1930 年代，由 Nizam 组建了海得拉巴航空俱乐部。
最初，它被英属印度第一家航空公司德干航空公司用作国内和国际机场。机场航站楼建于 1937 年。

## 所得荣誉
大英帝国：
- 德里杜尔巴金章（Delhi Durbar Gold Medal，1911）
- GCSI：爵级大指挥官印度之星勋章，1911
- GCStJ：执事大十字圣约翰勋章，1911
- GBE：爵级大十字大英帝國勳章，1917
- 英王乔治五世禧年银章（King George V Silver Jubilee Medal），1935
- 英王乔治六世加冕奖章（King George VI Coronation Medal），1937
- 王家维多利亚章（Royal Victorian Chain），1946